# Jacopo Contarini
Jacopo Contarini (Velence, 1194 – Velence, 1280. április 6.) volt a Velencei Köztársaság negyvenhetedik dózséja. A korábban uralkodó Domenico Contarini dózse gyermeke nem hagyott különösebben nagy jelentőségű eseményeket maga után a köztársaság történelmében. Ehhez hozzájárult az a tény, hogy személyét Tiepolo dózse halála után átmenetileg választották meg a köztársaság élére. A két pártra szakadó Nagytanács ugyanis nem tudott megegyezni senki másban, csak a koros Contariniben.

## Uralkodás a bizonytalanságban
A két pártra szakadó Velence élére végül a nyolcvanéves, betegeskedő Jacopot választotta meg dózsénak. A döntés egyértelmű üzenet volt mind a dózsénak, mind a külvilágnak: Az öreg Contarini csak ideiglenesen állhat a köztársaság élén. A nagy múltú család idős feje pedig figyelemreméltó karriert futott be. A Serenissima nagyköveteként tevékenykedett Bizáncban, majd a Vatikánban. Később Szent Márk prokurátora lett. Ebből a hivatalából választották meg dózsénak. 
Uralkodása ugyan bővelkedett tennivalókban, a Nagytanács megkötötte kezét. A lázadó isztriai városokat Giovanni Dandolo próbálta kordában tartani. Az idős dózse rá akarta bírni Ancona városát a békére, amit egyedül ő nem írt alá. Ezért a III. Miklós pápa védelme alatt álló várost blokád alá vette. A Velencével szövetséges Fermo városa a szárazföld felől ügyelt a kereskedelmi zárlatra, míg a köztársaság flottája a vízi utakat zárta le. A pápa kiátkozással fenyegette meg egész Velencét, amennyiben a dózse továbbra is fenntartja a blokádot egy olyan város felett, amelynek jogait maga I. Rudolf császár erősítette meg a pápa birtokában.
A blokád mellett Contarini dózse egyetlen feljegyzett cselekedete az volt, hogy 1279-ben hozott egy törvényt, amely szerint a nemesek törvénytelen gyermekei nem válhatnak a Nagytanács tagjaivá. Ezt a törvényt egyébként maga a tanács indítványozta.
III. Miklós fenyegetése miatt és az időközben elsimult választási viszályok miatt időszerűvé vált a dózse lemondatása. Ezért a Nagytanács alig öt év múltán 1280. március 6-án lemondatta Jacopo Contarinit. A dózse nyugalmazását első alkalommal életjáradék megszavazásával hajtotta végre a Nagytanács. A volt dózse visszavonult magánbirtokára és betegsége még ugyanazon év végén elragadta az élők sorából. Testét a Frari-kolostorban helyezték örök nyugalomra. Szarkofágja ma már nem látható, ugyanis Napóleon betörő seregei elpusztították a sírhelyet.
| Előző uralkodó: Lorenzo Tiepolo | Velencei dózse 1275-1280 | Következő uralkodó: Giovanni Dandolo |